# Thomas Pennant
Thomas Pennant (ur. 14 czerwca 1726 w Downing Hall, zm. 16 grudnia 1798 tamże) – walijski przyrodnik, podróżnik i pisarz.
W nazwach naukowych zwierząt stosuje się skrótu Pennant dla oznaczenia Thomasa Pennanta jako autora pierwszego opisu danego taksonu, np. Orthotomus sutorius (Pennant, 1769).

## Biografia
Thomas Pennant urodził się w Downing Hall w Walii 14 czerwca 1726 roku. Najpierw uczył się w Wrexham, następnie wstąpił do The Queen’s College w Oksfordzie, którego jednak nie ukończył. Przejawiał zainteresowanie historią naturalną. Podróż do Kornwalii, którą odbył w latach 1746–1747, pobudziła pasję do minerałów i skamieniałości. W 1750 roku opublikował relację o trzęsieniu ziemi w Downing. W 1757 został członkiem Towarzystwa Królewskiego w Upsali. W 1766 roku opublikował zredagowaną jako kompilację The British Zoology. W kolejnych pracach utrwalił istnienie reliktów, które obecnie już nie istnieją. W 1767 Pennant został wybrany na członka Towarzystwa Królewskiego. Zmarł w Downing 16 grudnia 1798 roku.